# Championnat du Tadjikistan de football 2003
Navigation
Saison précédente Saison suivante
La saison 2003 du Championnat du Tadjikistan de football est la douzième édition de la première division au Tadjikistan. La compétition regroupe seize clubs au sein d’une poule unique où ils s'affrontent deux fois, à domicile et à l'extérieur. En fin de saison, pour permettre le passage du championnat à dix équipes, huit équipes sont reléguées et remplacées par les deux meilleurs clubs de deuxième division.
C'est le Regar-TadAZ Tursunzoda, double tenant du titre, qui remporte à nouveau la compétition cette saison après avoir terminé en tête du classement final, avec neuf points d'avance sur le FK Khodjent et dix sur l'Aviator Chkalovsk, promu de deuxième division. C'est le troisième titre de champion du Tadjikistan de l'histoire du club.

## Les clubs participants
- FK Khodjent
- Panjsher Kolkhozabad
- Regar-TadAZ Tursunzoda
- Poisk Douchanbé
- SKA Hatlon Farkhor - Promu de D2
- Farrukh Ghissar
- FK Istaravshan Uroteppa - Promu de D2
- Aviator Chkalovsk - Promu de D2
- BDA Douchanbé
- Safarbek Karim Gazimalik
- Oriyon Douchanbé - Promu de D2
- Olymp-Ansol Kulob
- Dinamo Douchanbé - Promu de D2
- Vakhsh Qurghonteppa
- SKA Pamir-Douchanbé
- Samar-Umed Douchanbé

## Compétition
Le barème de points servant à établir le classement se décompose ainsi :
- Victoire : 3 points
- Match nul : 1 point
- Défaite : 0 point

### Classement
| Rang | Équipe                   | Pts | J  | G  | N | P  | Bp  | Bc  | Diff |
| ---- | ------------------------ | --- | -- | -- | - | -- | --- | --- | ---- |
| 1    | Regar-TadAZ TursunzodaT  | 81  | 30 | 26 | 3 | 1  | 124 | 18  | +106 |
| 2    | FK Khodjent              | 72  | 30 | 23 | 3 | 4  | 90  | 26  | +64  |
| 3    | Aviator ChkalovskP       | 71  | 30 | 23 | 2 | 5  | 71  | 25  | +46  |
| 4    | Vakhsh QurghonteppaC     | 68  | 30 | 21 | 5 | 4  | 83  | 22  | +61  |
| 5    | Farrukh Ghissar          | 60  | 30 | 19 | 3 | 8  | 57  | 31  | +26  |
| 6    | Olymp-Ansol Kulob        | 54  | 30 | 17 | 3 | 10 | 69  | 46  | +23  |
| 7    | FK Istaravshan UroteppaP | 54  | 30 | 16 | 6 | 8  | 69  | 31  | +38  |
| 8    | BDA Douchanbé            | 53  | 30 | 17 | 2 | 11 | 57  | 39  | +18  |
| 9    | SKA Pamir-Douchanbé      | 48  | 30 | 15 | 3 | 12 | 61  | 41  | +20  |
| 10   | Poisk Douchanbé          | 27  | 30 | 8  | 3 | 19 | 66  | 72  | -6   |
| 11   | Dinamo DouchanbéP        | 26  | 30 | 7  | 5 | 18 | 46  | 66  | -20  |
| 12   | Panjsher Kolkhozabad     | 23  | 30 | 6  | 5 | 19 | 57  | 90  | -33  |
| 13   | Samar-Umed Douchanbé     | 17  | 30 | 5  | 2 | 23 | 24  | 90  | -66  |
| 14   | Safarbek Karim Gazimalik | 17  | 30 | 5  | 2 | 23 | 24  | 116 | -92  |
| 15   | SKA Hatlon FarkhorP      | 12  | 30 | 4  | 0 | 26 | 21  | 135 | -114 |
| 16   | Oriyon DouchanbéP        | 12  | 30 | 3  | 3 | 24 | 18  | 89  | -71  |

|  | Champion du Tadjikistan 2003                                                                |
|  | Relégation en deuxième division                                                             |
|  | T : Tenant du titre C : Vainqueur de la Coupe du Tadjikistan P : Promu de deuxième division |

- Les critères exacts de relégation en deuxième division ne sont pas précisés.

## Bilan de la saison
| Championnat du Tadjikistan de football 2003 | |
| Champion                                    | Regar-TadAZ Tursunzoda (3e titre) |
| Coupes et trophées                          | |
| Vainqueur de la Coupe du Tadjikistan 2003   | Vakhsh Qurghonteppa |
| Qualifications continentales                | |
| Ligue des champions de l'AFC 2004           | Aucun |
| Promotions et relégations                   | |
| Promus en Vysshaya Liga                     | FK Danghara CSKA Douchanbé |
| Relégués en Deuxième division               | Oriyon Douchanbé SKA Hatlon Farkhor Samar-Umed Douchanbé Panjsher Kolkhozabad Dinamo Douchanbé Poisk Douchanbé SKA Pamir-Douchanbé Farrukh Ghissar |